# Bunsoh
Bunsoh är en Gemeinde i Kreis Dithmarschen i det tyska förbundslandet Schleswig-Holstein. Bunsoh omnämns för första gången i ett dokument från år 1450.
Kommunen ingår i kommunalförbundet Amt Mitteldithmarschen tillsammans med ytterligare 23 kommuner.